# Pretoriamyia anacrostichalis
Pretoriamyia anacrostichalis är en tvåvingeart som beskrevs av Fritz Isidore van Emden 1947. Pretoriamyia anacrostichalis ingår i släktet Pretoriamyia och familjen parasitflugor.
Artens utbredningsområde är Kenya. Inga underarter finns listade i Catalogue of Life.